# Piru Gaínza
Agustín « Piru » Gaínza Vicandi est un footballeur espagnol, né le 22 mai 1922 à Basauri, mort le 6 janvier 1995 en Biscaye.
Il était attaquant à l'Athletic Bilbao entre 1940 et 1959, disputant au total 381 matches pour 120 buts. C'est le meilleur buteur de l'histoire du club.

## Biographie
Gaínza détient avec Lionel Messi le record de titres en Coupe d'Espagne : sept titres.

## Carrière
- 1940-1959 : Athletic Bilbao  Espagne (381 matches, 120 buts)[1],[2]

## Palmarès
- 33 sélections et 10 buts avec l'équipe d'Espagne
- 7 titres de Coupe d'Espagne
- Recordman de matchs en Coupe d'Espagne avec 99 matches.